# Progetto Phoenix
Il Progetto Phoenix (Phoenix Project in inglese) è un progetto SETI finalizzato alla ricerca di forme di vita intelligente mediante l'analisi di segnali radio. Il progetto è condotto dall'istituto SETI di Mountain View, in California, e finanziato con fondi privati.

## Storia
Il Progetto Phoenix è cominciato nel febbraio del 1995 utilizzando il radiotelescopio di Parkes nel Nuovo Galles del Sud (Australia), il più grande radiotelescopio dell'emisfero australe.
Tra il settembre 1996 e l'aprile 1998 il progetto utilizzò il National Radio Astronomy Observatory di Green Bank, Virginia Occidentale, USA. Nel marzo 2004 il progetto annunciò che la ricerca condotta sulle 800 stelle della lista non ha evidenziato nessun segnale extraterrestre. Il capo progetto ha commentato che "noi viviamo con un vicinato tranquillo".

## L'attività
Invece che scandagliare l'intero cielo alla ricerca di messaggi, il progetto si focalizza su sistemi vicini simili al nostro (quelli con la maggior probabilità di esser dotati di vita) per cui l'analisi è condotta su circa 800 stelle in un raggio di 200 anni luce.
La ricerca avviene su segnali radio su una banda di 1 Hz fra i 1.000 e i 3.000 MHz, quindi un largo intervallo con bande molto strette.
In ultimo le osservazioni sono condotte attraverso il radiotelescopio di Arecibo a Porto Rico.